# مارول‌ها
مارول‌ها (انگلیسی: The Marvels) فیلم ابرقهرمانی آمریکایی محصول ۲۰۲۳ بر اساس مارول کامیکس و با حضور شخصیت‌های کارول دنورز / کاپیتان مارول، مونیکا رمبو و کامالا خان / خانم مارول است. این فیلم که توسط مارول استودیوز تولید و توسط استودیو سینمایی والت دیزنی توزیع شد، دنباله‌ای بر فیلم کاپیتان مارول (۲۰۱۹)، ادامه‌دهندهٔ مجموعهٔ خانم مارول (۲۰۲۲) و سی و سومین فیلم در دنیای سینمایی مارول به‌شمار می‌رود. این فیلم را نیا داکوستا از فیلم‌نامه‌ای به نویسندگی مشترکِ خودش، مگان مک‌دانل و الیسا کاراسیک کارگردانی کرد. بری لارسون نقش کارول دنورز، تیونا پریس نقش مونیکا رمبو و ایمان ولانی نقش کامالا خان را ایفا می‌کند و دیگر بازیگران آن زوی اشتن، گری لوئیس، پارک سو جون، زنوبیا شروف، موهان کاپور، ساغر شیخ و ساموئل ال. جکسون هستند.
مارول استودیوز در ژوئیهٔ ۲۰۱۹ برنامه‌های ساخت دنباله‌ای برای کاپیتان مارول را تأیید کرد. توسعهٔ آن در ژانویهٔ ۲۰۲۰ با انتخاب مک‌دانل پس از کار بر مینی‌سریال تلویزیونی وانداویژن (۲۰۲۱) آغاز شد. قرار شد لارسون بار دیگر نقش دنورز را بازی کند و داکوستا در اوت آن سال برای کارگردانی استخدام شد. ولانی و پریس (بازیگران خانم مارول و وانداویژن) در دسامبر به‌عنوان بازیگران فیلم انتخاب شدند. فیلم‌برداری واحد دوم پروژه در میانهٔ آوریل ۲۰۲۱ در نیوجرسی آغاز شد و عنوان فیلم (اشاره به سه شخصیت و توانایی‌های مشابه آن‌ها) در آغاز مهٔ همان سال اعلام شد. تصویربرداری اصلی در ژوئیهٔ ۲۰۲۱ آغاز شد و تا میانهٔ مهٔ ۲۰۲۲ به پایان رسید. استودیوهای پاین‌وود در باکینگهام‌شر و استودیو لانگ‌کراس در ساری، انگلستان، و همچنین لس آنجلس و تروپئا، ایتالیا از مکان‌های فیلم‌برداری پروژه بودند.
مارول‌ها در ۷ نوامبر ۲۰۲۳ در لاس وگاس به نمایش درآمد و در ۱۰ نوامبر به‌عنوان بخشی از فاز پنجم دنیای سینمایی مارول در ایالات متحده منتشر شد. این فیلم نقدهای مختلطی از سوی منتقدان دریافت کرد؛ کشش متقابل سه بازیگر اصلی مورد تحسین قرار گرفت اما به داستان و تغییرات لحن آن انتقاد وارد شد. مارول‌ها ۲۰۶ میلیون دلار در سطح جهانی فروش داشته در حالی که بودجهٔ آن ۲۷۴٫۸ میلیون دلار بود. این فیلم کم‌فروش‌ترین فیلم دنیای سینمایی مارول شد و بمب گیشه لقب گرفت.

## داستان
کارول دنورز با نابود کردن هوش مصنوعی «هوش برتر» که رهبری امپراتوری کری را برعهده داشت، زمینه را برای یک جنگ داخلی گسترده در سیاره هالا، خانه اصلی کری‌ها، فراهم می‌کند. در نتیجه، طی سی سال آینده، این سیاره به دلیل از دست دادن منابع حیاتی مانند هوا، آب و نور خورشید، کاملاً به بیابانی خشک و متروکه تبدیل می‌شود و مردم کری او را با لقب «نابودگر» می‌شناسند.
در این شرایط بحرانی، دار-بن که به تازگی رهبری کری‌ها را به دست گرفته، یکی از دو حلقه کوانتومی افسانه‌ای را کشف می‌کند. این حلقه‌ها پیش‌تر به منظور ایجاد شبکه‌ای برای سفر سریع در سراسر فضا به کار می‌رفتند. دار-بن با بهره‌گیری از این حلقه، دروازه‌ای جدید به این شبکه می‌گشاید که به‌طور ناخواسته باعث ایجاد اختلال گسترده‌ای در کل شبکه می‌شود، از جمله دروازه‌ای نزدیک به ایستگاه فضایی S.A.B.E.R. تحت مدیریت نیک فیوری.
کاپیتان مونیکا رامبو مأمور بررسی دروازه نزدیک به S.A.B.E.R می‌شود، در حالی که کارول دنورز به دنبال دروازه‌ای است که دار-بن ایجاد کرده است. هنگامی که هر یک از آن‌ها به دروازه مربوطه دست می‌زنند، جابه‌جایی غیرمنتظره‌ای رخ می‌دهد: رامبو به محل دنورز منتقل می‌شود، کامالا خان که حلقه کوانتومی دیگر در اختیار اوست، به جای رامبو می‌رود و دنورز به خانه کامالا می‌رسد. این سه قهرمان با ترکیب نیروهای نوری منحصر به فرد خود، در برابر دشمنان کری مقاومت می‌کنند، اما این نبرد باعث تخریب خانه کامالا می‌شود.
پس از بازگشت هر کدام به مکان اولیه خود، نیک فیوری و مونیکا رامبو به زمین و نزد کامالا می‌روند. رامبو نظریه‌ای مطرح می‌کند مبنی بر اینکه توانایی‌های نوری این سه نفر از طریق پدیده‌ای به نام درهم‌تنیدگی کوانتومی به هم پیوسته‌اند و هر زمان که هم‌زمان از نیروهای خود استفاده کنند، مکان آن‌ها جابه‌جا می‌شود. این تیم برای مذاکره صلح با کری‌ها به کلونی پناهجویان اسکرال در سیاره تارناکس سفر می‌کند؛ مکانی که دنورز در تأسیس آن نقش داشته و مذاکرات در آن جریان دارد.
با شکست مذاکرات، دار-بن دروازه‌ای جدید باز می‌کند که هوای قابل تنفس تارناکس را به هالا می‌کشد تا جو آن سیاره را احیا کند. پس از تخلیه سریع پناهجویان، دنورز، رامبو و کامالا تیمی به نام «مارولز» تشکیل می‌دهند. آن‌ها متوجه می‌شوند که باز شدن مکرر دروازه‌ها توسط دار-بن، شبکه سفرهای فضایی را ناپایدار کرده و تهدیدی جدی برای کل جهان به شمار می‌آید. همچنین درمی‌یابند که دار-بن سیارات مهم برای دنورز را هدف قرار می‌دهد و او را مسئول ویرانی هالا می‌داند.
تیم مارولز به سیاره آبی آلدنا می‌رود؛ جایی که مردم از طریق آواز با هم ارتباط برقرار می‌کنند. در این سیاره، پرنس یان، همسر دیپلماتیک دنورز، از نقشه‌های دار-بن آگاه می‌شود. دار-بن در ادامه با باز کردن دروازه‌ای دیگر، آب سیاره آلدنا را به سمت هالا منتقل می‌کند تا انرژی خورشید هالا را بازسازی کند. در همین حین، در ایستگاه S.A.B.E.R، گوس، حیوان خانگی فلرکن دنورز، توله‌هایی به دنیا می‌آورد که قادرند به طور موقت انسان‌ها را ببلعند و فیوری از این توانایی برای تخلیه کارکنان استفاده می‌کند.
دار-بن با دزدیدن حلقه کامالا، تلاش می‌کند هر دو حلقه را به کار گیرد، اما این اقدام باعث نابودی خود او، پایان درهم‌تنیدگی نیروهای مارولز و ایجاد شکافی میان واقعیت‌ها می‌شود. کامالا با بازیابی حلقه‌ها، به کمک دنورز می‌آید تا رامبو را تقویت کند و شکاف را ببندد، هرچند که رامبو در سوی دیگر این شکاف گرفتار می‌شود. کامالا به زمین بازمی‌گردد و دنورز با استفاده از قدرت خود، خورشید هالا را احیا می‌کند.
خانواده کامالا به دنورز در انتقال به خانه رامبو کمک می‌کنند و همکاری کوتاه‌مدت این سه قهرمان الهام‌بخش کامالا می‌شود تا دیگر قهرمانان جوان را یافته و گروه تازه‌ای تشکیل دهد که کیت بیشاپ اولین عضو آن است. در صحنه میان‌پرده، رامبو در دنیایی موازی بیدار می‌شود و توسط «باینری»، نسخه‌ای متفاوت از مادرش ماریا، و دانشمند جهش‌یافته هانک مک‌کوی مورد استقبال قرار می‌گیرد.

## بازیگران
- بری لارسون در نقش کارول دنورز / کاپیتان مارول:
یک انتقام‌جو و خلبان جنگنده سابق نیروی هوایی ایالات متحده که دی‌ان‌ای او در طی یک تصادف تغییر کرد و قدرت فوق بشری، فرافکنی انرژی و پرواز را کسب کرد.[۵]
- ایمان ولانی در نقش کامالا خان / خانم مارول:
یک جهش‌یافتهٔ نوجوان از جرزی سیتی که مانند دنورز است و النگوی جادویی دارد که به او اجازه می‌دهد انرژی کیهانی را مهار کند و سازه‌های نوری سخت بسازد.[۶][۷][۸]
- تیونا پریس در نقش مونیکا رمبو:
مأمور SWORD با قابلیت جذب انرژی.[۶][۹] او دختر دوست و همکار دنورز، ماریا رمبو، است و در کودکی به دنورز چشم دوخته بود.[۶] پریس گفت که مارول‌ها به رمبو فراتر از آنچه که در وانداویژن (۲۰۲۱) بود، می‌پردازد.[۱۰]
- ساموئل ال. جکسون در نقش نیک فیوری: مدیر سابق شیلد که با اسکرالز در فضای خارج از منظومه شمسی کار می‌کند.[۱۱]

ساگار شیخ، زنوبیا شروف و موهان کاپور نقش‌های مربوطه خود از خانم مارول (۲۰۲۲) در نقش برادر بزرگ‌تر خان یعنی عامر، مادر منیبا و پدر یوسف را بازی می‌کنند. زوی اشتن در نقش شخصیت شرور و پارک سو-جون نیز برای نقشی نامعلوم انتخاب شده‌است.

## تولید

### توسعه
قبل از اکران کاپیتان مارول (۲۰۱۹)، بازیگر آن بری لارسون به ساخت دنباله‌ای با حضور شخصیت کامالا خان / خانم مارول ابراز علاقه کرد. تهیه‌کننده، کوین فایگی، قبلاً گفته بود که پس از انتشار کاپیتان مارول برنامه‌هایی برای معرفی خان در دنیای سینمایی مارول وجود دارد، زیرا خان از کارول دنورز / کاپیتان مارول الهام گرفته شده‌است. ایمان ولانی بعداً برای نقش خان در مجموعهٔ تلویزیونی خانم مارول (۲۰۲۲) از شبکهٔ دیزنی پلاس انتخاب شد. در مارس ۲۰۱۹، فایگی گفت که مارول استودیوز ایده‌های «بسیار شگفت‌انگیزی» برای دنباله دارد، که می‌تواند در دورهٔ زمانی دههٔ ۱۹۹۰ فیلم اول اتفاق بیفتد یا داستان به دورهٔ امروز منتقل شود. لاشانا لینچ ابراز علاقه کرد که نقش ماریا رمبو را بار دیگر در یک دنباله بازی کند، حتی اگر داستان آن در زمان حال باشد. فایگی در کامیک-کان سن دیگو سال ۲۰۱۹ برنامه‌هایش برای ساخت دنباله‌ای از کاپیتان مارول را تأیید کرد.
توسعهٔ رسمی این فیلم در ژانویهٔ ۲۰۲۰ آغاز شد، که آن زمان مگان مک‌دانل پس از اینکه قبلاً نویسندهٔ مجموعهٔ وانداویژن (۲۰۲۱) بود، برای نوشتن فیلم‌نامه این فیلم وارد مذاکره شد. بازگشت لارسون در نقش دنورز تأیید شد، اما انتظار نمی‌رفت آنا بودن و رایان فلک مانند فیلم اول کارگردانی و نویسندگی را به عهده بگیرند. استودیو امیدوار بود که کارگردان زنی را برای جایگزینی آن‌ها استخدام کند. انتظار می‌رفت داستان این فیلم در روزگار کنونی اتفاق بیفتد و در سال ۲۰۲۲ اکران شود. در آوریل ۲۰۲۰، دیزنی فیلم را برای اکران در ۸ ژوئیهٔ ۲۰۲۲ برنامه‌ریزی کرد، که قبلاً جایگزین یک فیلم بدون نام از استودیو بود. نیا داکوستا برای کارگردانی این فیلم در ماه اوت استخدام شد. جاستین کرول در ددلاین هالیوود این موضوع را نشانهٔ دیگری از افزودن تنوع استودیوی مارول به فیلم‌هایش خواند زیرا داکوستا اولین زن سیاه‌پوستی است که استودیو برای کارگردانی انتخاب کرده و افزود که این فیلم احتمالاً رکورد پرهزینه‌ترین فیلم کارگردانی‌شده توسط یک زن سیاه‌پوست را خواهد شکست. استودیو همچنین اولیویا وایلد و جیمی بابیت را برای کارگردانی فیلم در نظر گرفت، اما گفته می‌شد که داکوستا برای مدتی پیشتاز بوده‌است. داکوستا که خودش را خورهٔ کمیک بوک خوانده، با مری لیوانوس، تهیه‌کننده مارول استودیوز، برای توسعه فیلم همکاری کرد. او در مورد لیوانوس گفت که به او اعتماد به‌نفس می‌دهد تا «گسترش خلاقانه» داشته باشد که در نهایت فیلم «عروسکی خیمه شب بازی» نباشد. لیوانوس قبلاً تهیه‌کننده‌ای بود که برای کمک به توسعهٔ وانداویژن انتخاب شده بود. لارسون گفت داکوستا «بهترین فرد برای این کار» بود و به اعتماد او به کارش اشاره کرد. ریچارد نیوبی از هالیوود ریپورتر عقیده داشت استخدام داکوستا می‌تواند انرژی جدیدی را به مجموعه دنیای سینمایی مارول و کاپیتان مارول بیاورد و گفت که داکوستا «از عقاید از پیش تعیین‌شده چالش‌برانگیز در مورد رابط بین شخصیت‌ها و روایت پشت داستان لذت می‌برد». این نویسنده همچنین عقیده داشت که این فیلم می‌تواند به داستان دنورز از منظر دختر ماریا رمبو یعنی مونیکا که یک زن سیاه‌پوست در آمریکای کنونی است بپردازند.
فایگی کاپیتان مارول ۲ را در دسامبر ۲۰۲۰ با تاریخ اکران جدید ۱۱ نوامبر ۲۰۲۲ معرفی کرد. او دخیل‌بودن داکوستا در پروژه را تأیید کرد و گفت که ولانی در نقش خان در کنار تیونا پریس در نقش مونیکا رمبو از وانداویژن بار دیگر ایفای نقش خواهند کرد. پریس هیجان‌زده بود که بعد از کندی‌من (۲۰۲۱) دوباره با داکوستا کار کند.

### پیش تولید
کار پیش تولید فیلم از فوریهٔ ۲۰۲۱ آغاز شد که در آن زمان زوی اشتن به عنوان شخصیت شرور فیلم انتخاب شد. در آن زمان تمام فیلم‌نامه‌ها برای مجموعهٔ خانم مارول نوشته شده بود، بنابراین تیم نوآوری مارول‌ها توانست آن‌ها را بخواند تا بداند چه اتفاقی برای خان در آن مجموعه افتاده‌است، و لارسون نیز در آن مجموعه حضور کوتاهی داشت. انتظار می‌رفت که تصویربرداری اصلی در پایان ماه مه آغاز شود، اما فیلم‌برداری واحد دوم در ۹ آوریل در جرزی سیتی با عنوان کاری Goat Rodeo برای نمای هوایی، نمای معرف و پرده سبز آغاز شد. در ماه مه، مارول استودیوز اعلام کرد که عنوان این دنباله مارول‌ها خواهد بود. ایتان اندرتون از وبگاه /Film گفت که این عنوان به کاپیتان مارول و خانم مارول اشاره دارد، زیرا لوگوی فیلم شامل همان «S» با سبک لوگوی مجموعهٔ خانم مارول است. گریم مک‌میلیان در هالیوود ریپورتر این توضیح را تأیید کرد، اما همچنین متعجب شد که آیا ارتباطی با مجموعه کمیک سال ۱۹۹۴ مارول‌ها — که رویدادهای مختلف دنیای مارول را از منظر یک عکاس بیان می‌کند — یا پروژه‌ای به همین نام که در سال ۲۰۲۰ اعلام شد وجود دارد یا نه. او همچنین متعجب بود که آیا «مارول‌ها» به خانواده‌ای از قهرمانان اشاره می‌کند، مانند خانواده مارول از دی‌سی کامیکس (که اکنون با نام خانواده شزم شناخته می‌شود). اواخر همان ماه، کار پیش تولید در بریتانیا شروع شد. پارک سو-جون در اواسط ژوئن برای یک نقش نامعلوم انتخاب شد. لارسون و پریس در ماه بعد برای فیلم‌برداری آماده شدند. داکوستا گفت که مارول‌ها با «چیزهای خاص، شخصی [و] گاهی اوقات غم‌انگیز» مانند نحوهٔ برخورد مردم با درد و ضربه عاطفی همراه است اما داستان سبک‌تری نسبت به فیلم‌های او یعنی جنگل کوچک (۲۰۱۸) و کندی‌من خواهد داشت. او عقیده داشت که در ساخت مارول‌ها استقلال بیشتری نسبت به فیلم‌های قبلی خود دارد.

### فیلمبرداری
انتظار می‌رفت که تصویربرداری اصلی در ۳۱ مهٔ ۲۰۲۱ آغاز شود، و تا ۱۰ اوت در استودیوهای پاین‌وود در باکینگهام‌شر، و در استودیوی لانگ‌کراس در ساری، انگلستان آغاز شود. شان بابیت فیلم‌بردار پروژه بود. در حوالی شروع فیلمبرداری، ساموئل ال. جکسون اعلام کرد که نقش نیک فیوری را بازآفرینی خواهد کرد و همزمان در حال کار بر روی مجموعهٔ تهاجم مخفی از دنیای سینمایی مارول بود. فیلم‌برداری مارول‌ها از ۲۷ اوت در تروپئا، ایتالیا، از جمله در سواحل دریای تیرنی آغاز شد. پارک در ۳ سپتامبر برای آغاز فیلم‌برداری به لس آنجلس رفت. مدت کوتاهی پس از آن مشخص شد که چند بازیگر مجموعهٔ خانم مارول نقش‌های مربوطه خود در نقش برادر بزرگ‌تر خان، مادر و پدر او را بار دیگر ایفا می‌کنند. در اکتبر ۲۰۲۱، اکران فیلم تا ۱۷ فوریهٔ ۲۰۲۳ به تعویق افتاد. پارک صحنه‌های خود را به مدت دو ماه فیلم‌برداری کرد و تا ۲ نوامبر فیلم‌برداری را در انگلستان به پایان رساند. کارا بروور، طراح تولید، گفت که مقیاس و وسعت این فیلم بسیار زیاد است و همکاری او با داکوستا در فیلم کندی‌من را در تضاد قرار داده‌است. در آوریل ۲۰۲۲، اکران فیلم به ۲۸ ژوئیهٔ ۲۰۲۳ تغییر یافت و جای خود را با مرد مورچه‌ای و زنبورک: شیدایی کوانتومی عوض کرد؛ زیرا این فیلم در مراحل تولید بیشتری از مارول‌ها بود که هنوز مقداری فیلم‌برداری باقی مانده بود. فیلمبرداری تا اواسط ماه بعد به پایان رسید.

### پس تولید
جکسون در اواسط ژوئن ۲۰۲۲ اعلام کرد که در اوت به لندن بازخواهد گشت تا روی فیلم‌برداری مجدد مارول‌ها کار کند. کاترین هدستروم پس از همکاری با داکوستا در فیلم کندی‌من، در مقام تدوین‌گر پروژه حضور خواهد داشت.

## موسیقی
در ژانویه ۲۰۲۲، لورا کارپمن برای آهنگسازی این فیلم انتخاب شد. او قبلاً فصل اول مجموعهٔ تلویزیونی چه می‌شود اگر… ؟ (۲۰۲۱) در مارول و همچنین خانم مارول را آهنگسازی کرده بود.

## انتشار
مراسم افتتاحیهٔ مارول‌ها در ۷ نوامبر ۲۰۲۳ در لاس وگاس برگزار شد. بازیگران فیلم به‌دلیل اعتصابات ۲۰۲۳ سگ-افترا، توانایی حضور در مراسم را نداشتند. این فیلم در ۱۰ نوامبر ۲۰۲۳ در سینماهای ایالات منتشر شد. تاریخ اکران فیلم پیش از این برای ۸ ژوئیه و ۱۱ نوامبر ۲۰۲۲، ۱۷ فوریهٔ ۲۰۲۳ و ۲۸ ژوئیهٔ ۲۰۲۳ برنامه‌ریزی شده بود. این فیلم بخشی از فاز پنجمِ دنیای سینمایی مارول است.

## بازخورد

### گیشه
در ایالات متحده و کانادا، مارول‌ها در کنار سفر به بیت‌لحم منتشر شد و ابتدا پیش‌بینی می‌شد که حدود ۶۰ میلیون دلار از ۴٬۰۳۰ سالن سینما در آخر هفتهٔ افتتاحیه فروش داشته باشد. پس از فروش ۲۱٫۳ میلیون دلاری در روز نخست (شامل ۶٫۶ میلیون دلار از پیش‌نمایش‌های پنجشنبه شب که کمتر از ۲۰٫۷ میلیون دلارِ فیلم نخست این مجموعه در سال ۲۰۱۹ بود)، برآوردها به ۴۷ تا ۵۲ میلیون دلار کاهش یافت و «بمب گیشه» توصیف شد.

### واکنش انتقادی
مارول‌ها باعث دو دستگی منتقدان شد. در وبگاه جمع‌آوری نقد راتن تومیتوز، ٪۶۱ از ۲۰۲ بررسی منتقدان مثبت است، و میانگینِ امتیاز آن ۵٫۹/۱۰ است. اجماع این وبگاه چنین می‌نویسد: «مارول‌ها بامزه، به‌شکل خوبی مختصر و با کشش متقابل سه نقش اصلی آن ارتقا یافته و با وجود داستان به‌هم‌ریخته و تغییرات لحن نامرتب، به‌راحتی می‌توان در همان لحظه از آن لذت برد.» این فیلم در متاکریتیک که از میانگین وزنی استفاده می‌کند، بر اساس نظر ۵۰ منتقدین امتیاز ۵۰ از ۱۰۰ را کسب کرده که نشان‌گر «نقدهای مختلط یا متوسط» است.